# Valter Firić
Valter Firić bio je hrvatski povjesničar. Najviše je proučavao prošlost Klisa i kliške tvrđave.

## Djela
Objavio je sljedeća djela:
- Tvrđava Klis, 1996., likovna oprema Denka Marinković; fotograf Branko Ostojić.
- Tvrđava Klis: 350. obljetnica oslobođenja Klisa od Turaka (katalog izložbe), autori Goran Borčić, Valter Firić, fotografije kataloga Zlatko Sunko, 1998.
- Klis: Prošlost, toponimi, govor (autor Srećko Listeš, fotografi Zlatko Sunko i dr., crtačica Lada Aničić; urednik Valter Firić), 1998.
- Klis na starim crtežima, gravurama i fotografijama, 2001.
- Crkva Uznesenja Blažene Djevice Marije u Klisu, 2002. (fotografije Živko Bačić)
- Sinjska rera: 100. obljetnica otvaranja pruge (katalog izložbe), 2003.
- Sinjska ferata rera, 2007.[4]
- Makinja ča sama trče: Povijest automobilizma i motociklizma u Splitu, 2017.
- Klis: Kulturno povijesna baština, 2018. (fotodokumentacija Živko Bačić)
- Iž na starim fotografijama, 2021.
- Sinjska ferata rera, drugo, dopunjeno izdanje, 2022.